# Open Application Group Integration Specification
Open Application Group Integration Specification (OAGIS) ist ein Gemeinschaftsprojekt großer Unternehmen vorwiegend der IT-Branche zur Integration von Anwendungen innerhalb eines Unternehmens und über Unternehmensgrenzen hinweg. OAGIS stützt sich auf die Auszeichnungssprache XML.

## Ziel des Projekts
Das Vorhaben beruht wesentlich auf dem Konzept des Best of Breed, das seit einiger Zeit als Idee zur Überwindung gegenwärtiger Enterprise-Resource-Planning-Systeme erwogen wird. Ein Unternehmen soll für jeden betriebswirtschaftlichen Anwendungsbereich die jeweils beste Software erwerben und durch plug&play in das vorhandene System integrieren können. Die Open Application Group fördert dazu den Entwurf eines Bussystems (Integration Back Bone), das den Komponenten eines betrieblichen Informationssystems ermöglichen soll, Nachrichten auszutauschen.

## Spezifikation
OAGIS umfasst fünf Teile:
1. Eine abstrakte Referenzarchitektur für betriebliche Informationssysteme.
2. Eine Beschreibung typischer „Business Software Components“.
3. „Scenario Diagrams“ zur Veranschaulichung der Kommunikation zwischen Komponenten.
4. Als Kernstücke ein Verzeichnis der Application Programming Interfaces (API) der Komponenten.
5. Das dem Verzeichnis zugehörige Data-Dictionary (OAG99a).

Die beteiligten Anwendungen tauschen sogenannte „Business Object Documents“ aus. Zusätzlich zum eigentlichen Inhalt werden in einem solchen Objekt Kontrollinformationen wie Zeit und Sender transportiert. Diese können zu einem weltweit eindeutigen Schlüssel („Globally Unique Identifier“) kombiniert werden. Der Inhalt besteht aus dem „Business Service Request“, dargestellt jeweils durch ein Verb und ein Substantiv, die dafür festgelegte Feldlänge beträgt zehn Zeichen. Abgelegt werden die mit der Anforderung zu versendenden Daten in der „Business Data Area“. Vordefinierte Felder können zur Strukturierung dieses Bereichs dienen. Repräsentiert wird ein „Business Object Document“ als XML-Dokument. Die Spezifikation umfasst derzeit  20 Verben, 48 Substantive und 324 Felder. Diese wären kombinierbar zu einer beachtlichen Zahl konkreter Geschäftsdokumenttypen. Die bisher tatsächlich definierten Nachrichtentypen (Business Service Request) sind jedoch mit gut 100 zahlenmäßig deutlich geringer.

## Wichtige Mitglieder
- Agilent Technologies
- Boeing
- Caterpillar
- Cisco
- Ford Motor Company
- General Motors
- IBM
- Infor
- Information Technology for Automotive – ITA
- Intuit
- Lockheed Martin
- Lucent Technologies
- National Institute of Standards and Technology (NIST)
- NEC Corporation
- Oracle Corporation
- Telia Company
- United States Air Force
- webMethods
- Xtensible Solutions